# Liste der Kulturdenkmale in Waldenbuch
In der Liste der Kulturdenkmale in Waldenbuch sind alle Bau- und Kunstdenkmale der Gemeinde Waldenbuch verzeichnet, die im „Verzeichnis der unbeweglichen Bau- und Kunstdenkmale und der zu prüfenden Objekte“ des Landesamts für Denkmalpflege Baden-Württemberg verzeichnet sind.
Diese Liste ist nicht rechtsverbindlich. Eine rechtsverbindliche Auskunft ist lediglich auf Anfrage bei der Unteren Denkmalschutzbehörde des Landkreis Böblingen erhältlich.

## Liste
| Bild           | Bezeichnung                                                                     | Lage                                    | Datierung                      | Beschreibung | ID |
| -------------- | ------------------------------------------------------------------------------- | --------------------------------------- | ------------------------------ | --- | -- |
| Weitere Bilder | Nord-Süd-Leitung, Verbundleitung des Rheinisch-Westfälischen Elektrizitätswerks | Waldenbuch, Flst. 6507/1                | 1924-1930                      | Hochspannungsleitung auf Stahlgittermasten. Fünf Masten auf Waldenbucher Markung Geschützt nach § 2 DSchG |    |
|                | Wirtshausausleger                                                               | Waldenbuch, Auf dem Graben 5 (Karte)    | 2. Hälfte 19. Jh.              | Geschützt nach § 2 DSchG |    |
|                | Wohnhaus                                                                        | Waldenbuch, Auf dem Graben 12 (Karte)   | wohl 17./18. Jh.               | Geschützt nach § 2 DSchG |    |
|                | Wohnstallhaus                                                                   | Waldenbuch, Auf dem Graben 16 (Karte)   | 17. Jh.                        | Geschützt nach § 2 DSchG |    |
|                | Gasthof Adler                                                                   | Waldenbuch, Auf dem Graben 22 (Karte)   | 1797                           | Geschützt nach § 2 DSchG |    |
|                | Wirtshausausleger am Gebäude der Brauerei-Gaststätte Lamm                       | Waldenbuch, Auf dem Graben 44 (Karte)   | 2. Hälfte 19. Jh.              | Geschützt nach § 2 DSchG |    |
|                | Feldschützenhäuschen                                                            | Waldenbuch, Braunäcker (Karte)          | um 1900                        | Geschützt nach § 2 DSchG | BW |
|                | Danneckerhaus                                                                   | Waldenbuch, Danneckerstraße 1 (Karte)   | im Kern um 1620                | Geschützt nach § 2 DSchG | BW |
|                | Stadtbefestigung                                                                | Waldenbuch                              | wohl 2. Hälfte 13. Jahrhundert | Geschützt nach § 2 DSchG |    |
|                | Alter Friedhof                                                                  | Waldenbuch, Echterdinger Straße (Karte) |                                | Friedhofsfläche; verputzte Ummauerung mit schräger Abdeckplatte, zwei Sandsteinpfosten mit schmiedeeisernem Gittertor; in die Mauer eingelassene Steinkreuze, 15./16. Jahrhundert; historische Grabmale, 18.-19. Jahrhundert; Gefallenendenkmal für die Toten des Ersten Weltkriegs, Stele mit Halbkreisabschluss über Voluten und Stahlhelmrelief, zwei seitliche steinerne Bänke, 1920 Geschützt nach § 2 DSchG |    |
| Weitere Bilder | Ev. Stadtkirche (St. Veit)                                                      | Waldenbuch, Kirchgasse 1 (Karte)        |                                | Geschützt nach § 28 DSchG |    |
| Weitere Bilder | Jagdschloss Waldenbuch                                                          | Waldenbuch, Kirchgasse 3 (Karte)        |                                | heute Museum für Volkskultur Geschützt nach § 28 DSchG |    |
| Weitere Bilder | Ev. Pfarrhof                                                                    | Waldenbuch, Kirchgasse 6 (Karte)        | im Kern 1559                   | Geschützt nach § 2 DSchG |    |
|                | Marktbrunnen                                                                    | Waldenbuch, Marktplatz (Karte)          |                                | Geschützt nach § 2 DSchG |    |
| Weitere Bilder | Rathaus                                                                         | Waldenbuch, Marktplatz 1 (Karte)        | 1575                           | Geschützt nach § 28 DSchG |    |
|                | Wohnhaus                                                                        | Waldenbuch, Marktplatz 4 (Karte)        | 16./17. Jh.                    | Geschützt nach § 2 DSchG |    |
|                | Wohnhaus                                                                        | Waldenbuch, Marktplatz 7 (Karte)        | 1693                           | Geschützt nach § 2 DSchG |    |
|                | Wohnhaus                                                                        | Waldenbuch, Marktstraße 5 (Karte)       | 1. Hälfte 16. Jh.              | Geschützt nach § 2 DSchG | BW |
|                | Wohnhaus                                                                        | Waldenbuch, Marktstraße 9 (Karte)       | 1585                           | Geschützt nach § 2 DSchG |    |
| Weitere Bilder | Wohnhaus des herrschaftlichen Schafhofs                                         | Waldenbuch, Marktstraße 29 (Karte)      | wohl 17. Jh.                   | Geschützt nach § 2 DSchG |    |
|                | Keilstein der ehem. Stadtmühle mit Müllerwappen                                 | Waldenbuch, Neuer Weg 25 (Karte)        | 1820 und 1933                  | Geschützt nach § 2 DSchG | BW |
| Weitere Bilder | Gasthof Krone                                                                   | Waldenbuch, Nürtinger Straße 14 (Karte) | vor 1750                       | Geschützt nach § 2 DSchG |    |
|                | Haus Rist                                                                       | Waldenbuch, Panoramaweg 52 (Karte)      | 1927/28                        | Geschützt nach § 2 DSchG | BW |
|                | Sühnekreuz mit Inschrift                                                        | Waldenbuch, Reishalde (Karte)           | 1720                           | Geschützt nach § 28 DSchG |    |
|                | Badbrunnen                                                                      | Waldenbuch, Studentenweg 1 (Karte)      | 17./18. Jh.                    | Geschützt nach § 2 DSchG | BW |
|                | Wohnhaus                                                                        | Waldenbuch, Unter der Mauer 9 (Karte)   | wohl 17. Jh.                   | Geschützt nach § 2 DSchG |    |
|                | Wohnstallhäuser                                                                 | Waldenbuch, Unter der Mauer 11 (Karte)  | um 1600                        | Geschützt nach § 2 DSchG | BW |
|                | Wasch- und Backhaus mit Schulzimmer                                             | Waldenbuch, Unter der Mauer 12 (Karte)  | 1847                           | Geschützt nach § 2 DSchG |    |
|                | Zehntscheune                                                                    | Waldenbuch, Walddorfer Straße 2 (Karte) | 1574                           | Geschützt nach § 2 DSchG |    |
|                | Lindenbrunnen                                                                   | Waldenbuch, Weilerbergstraße 36         |                                | Geschützt nach § 2 DSchG |    |